# Каппадокійська мова (стародавня)
Кападокійська мова — стародавня мова, про існування якої в епоху античності на території Каппадокії (область Малої Азії) відомо з античних джерел. Родинні зв'язки мови неясні — вона могла бути пов'язаний як з фригійською, так і з анатолійськими мовами, широко поширеними в Малій Азії в догрецьку епоху. Тексти цією мовою відсутні.
Страбон і Василь Кесарійський стверджують, що каппадокійці розмовляли мовою, яка відрізнялася від грецької і була незрозумілою для греків. Територія Каппадокії приблизно збігається з центральною частиною Хеттського царства, а також пізнішими новохеттськими царствами. На цих підставах каппадокійську мову вважають за продовження хеттської або лувійської. Греки називали автохтонних жителів Каппадокії «білими сирійцями», відрізняючи їх таким чином від «сирійців Сирії».
Зрештою мова була витіснена грецьким койне, однак могла існувати приблизно до 6 ст. н. е ..